# 魯德卡 (杜納伊夫齊區)
48°58′12″N 26°39′10″E / 48.97000°N 26.65278°E
魯德卡（烏克蘭語：Рудка）是位於烏克蘭西部赫梅利尼茨基州裏卡緬涅茨-波多利斯基區的村莊，面積2.54平方公里，海拔高度298米，2001年人口859，人口密度每平方公里338.2人。